# Pseudaplemonus limonii limonii
Pseudaplemonus limonii limonii é uma subespécie de insetos coleópteros polífagos pertencente à família Apionidae.
A autoridade científica da subespécie é W. Kirby, tendo sido descrita no ano de 1808.
Trata-se de uma subespécie presente no território português.